# Габријела Томас
Габријела Томас (енгл. Gabrielle Thomas; Атланта, 7. децембар 1996) америчка je атлетичарка, специјализовала се за дисциплину трка на 200 м и 400 м.

## Биографија
Рођена је 7. децембра 1996. године у Атланти; има брата близанца по имену Ендру. Њени родитељи су се развели када је имала четири године. 
Похађала је школу Вилистон Нортхамптон, пре него што се придружила Универзитету Харвард, где је дипломирала неуробиологију и глобално здравље 2019. године. Затим је наставила студије епидемиологије на Универзитету у Тексасу у Остину.
Освајала је медаље на домаћим атлетским НСАА шампионатима. Дана 26. јуна 2021. трчала је у финалу трке на 200 метара током америчких квалификација за Олимпијске игре у Токију. Победила је на тој трци, а постигнуто време (21,61) било је у том тренутку друго најбоље у историји светске атлетике.
У августу 2021. године освојила је бронзану медаљу у финалу трке на 200 метара на Олимпијским играма у Токију. Само пар дана након тога, освојила је у Токију и сребрну медаљу у штафети 4 × 100 метара.

## Лични рекорди
- 100 м: 11, 00 с (2021)
- 200 м: 21, 61 с (2021)
- 400 м: 51, 15 с (2021)[7]

## Значајнији резултати
| Година | Такмичење       | Место | Дисциплина        | Резултат | Пласман  |
| ------ | --------------- | ----- | ----------------- | -------- | -------- |
| 2021   | Олимпијске игре | Токио | 200 м             | 21,87    | 3. место |
| 2021   | Олимпијске игре | Токио | штафета 4 × 100 м | 41,45    | 2. место |